# Gravitomagnetismo
Gravitoeletromagnetismo, abreviado como GEM, se refere a uma série de analogias formais entre as equações do eletromagnetismo e a gravitação relativística: entre as equações de campo de Maxwell e uma aproximação, válida sob certas condições, as equações de campo de Einstein para a relatividade geral.
Gravitomagnetismo é um termo amplamente utilizado para se referir especificamente ao efeito cinético da gravidade, em analogia aos efeitos magnéticos de cargas elétricas em movimento. A versão mais comum do GEM é válida apenas para fontes isoladas e para partículas teste se movendo lentamente.
A analogia e as equações se diferem apenas em alguns pequenos fatores cujo foram publicados primeiramente em 1893, antes da relatividade geral, por Oliver Heaviside como uma teoria separada expandindo as Leis de Newton.

## Equações
Assim como existem as equações de Maxwell para o Eletromagnetismo, existem as equações GEM para a gravitação. As equações GEM em comparação com as equações de Maxwell nas formas diferencias são:
| Equações GEM | Equações de Maxwell |
| --- | --- |
| {\textstyle \oiint _{\partial \Omega }^{}E_{g}\cdot ds=-4\pi \cdot G\cdot m} | {\textstyle \oiint _{\partial \Omega }^{}E_{}\cdot ds={\frac {Q}{\epsilon _{o}}}}                                                                                        |
| {\textstyle \oiint _{\partial \Omega }^{}B_{g}\cdot ds=0} | {\textstyle \oiint _{\partial \Omega }^{}B\cdot ds=0} |
| {\textstyle \oint E_{g}\cdot dl=-{\frac {d}{dt}}\oiint _{\partial \Omega }^{}B_{g}\cdot ds} | {\textstyle \oint E_{}\cdot dl=-{\frac {d}{dt}}\oiint _{\partial \Omega }^{}B_{\cdot }ds}                                                                                |
| {\textstyle \oint B_{g}\cdot dl={\frac {1}{c^{2}\cdot 4\pi \cdot G}}\oiint _{\partial \Omega }^{}J_{g}\cdot ds+{\frac {1}{c^{2}}}\cdot {\frac {d}{dt}}\oiint _{\partial \Omega }E_{g}\cdot ds} | {\textstyle \oint B_{}\cdot dl=\mu _{o}\oiint _{\partial \Omega }^{}J_{}\cdot ds+\mu _{o}\cdot \epsilon _{o}\cdot {\frac {d}{dt}}\oiint _{\partial \Omega }E_{}\cdot ds} |